# Bruhathkayosaurus
Bruhathkayosaurus is een geslacht van dinosauriërs behorende tot de Saurischia, dat tijdens het late Krijt leefde in het gebied van het huidige India.
De resten die aan het geslacht zijn toegewezen, zijn van een reusachtige omvang. De status van het geslacht is omstreden. Oorspronkelijk gezien als een lid van de Theropoda, is het later beschouwd als een gigantische sauropode, een chimaera of zelfs een verzameling versteend hout.

## Vondst en naamgeving
In 1989 benoemden de Indiase geologen P.M. Yadagiri en Krishnan Ayyasami de typesoort Bruhathkayosaurus matleyi. De geslachtsnaam is afgeleid van het Sanskriet bṛhat, बृहत्, "zwaar" en kāya, काय, "lichaam". De soortaanduiding eert de Britse paleontoloog Charles Alfred Matley die in het het begin van de twintigste eeuw in India veel dinosauriërs opgroef.
Het holotype, GSI PAL/SR/20, was ten noordoosten van het dorp Kallamedu in het district Tiruchirappalli in de deelstaat Tamil Nadu aangetroffen in een laag van de Kallameduformatie die dateert uit het vroege Maastrichtien, ongeveer zeventig miljoen jaar oud. Het bestond volgens het beschrijvende artikel uit een gedeeltelijk skelet zonder schedel. Bewaard zouden zijn gebleven: een staartwervel, een spaakbeen, een darmbeen en zitbeen uit het bekken, een dijbeen en een scheenbeen. De vindplaats werd later weggespoeld tijdens een overstroming, nog voor de botten geborgen konden worden. Het beschrijvende artikel bevat slechts drie onduidelijke foto's en alleen schematische profieltekeningen van de botten. Het is ook gesteld dat alleen het darmbeen het holotype vormt.
Volgens de beschrijvers betrof het onder voorbehoud een theropode, een lid van de Carnosauria. Daarmee bedoelden ze niet zozeer een verwant van Allosaurus; ze gebruikten de term nog in de oude betekenis, van "grote theropode". In dit geval zou de theropode inderdaad van een aanzienlijke omvang geweest zijn. Een opvallend kenmerk van de botten is hun gigantische afmeting. Het darmbeen zou een lengte van 1,2 meter gehad hebben, ongeveer even groot als dat van Tyrannosaurus. Het dijbeen was erg groot en massief en vooral het scheenbeen had een vrijwel onvoorstelbare lengte van twee meter. Het werd geschat dat de lichaamslengte tussen de achttien en twintig meter zou hebben moeten gelegen bij een gewicht van tussen de twaalf en vijftien ton.

## Alternatieve interpretaties
Bij Westerse onderzoekers riep dit de nodige skepsis op. Niet alleen was deze theropode ongeveer drie keer zo groot in volume als Tyrannosaurus, ook waren de proporties verkeerd. Een theropode zou een veel langer darmbeen gehad hebben, nodig om de bij de knie gebogen achterpoot überhaupt te kunnen bewegen. Sankar Chatterjee, die de vindplaats bezocht, stelde dat het vermoedelijk ging om een sauropode, kennelijk een lid van de Titanosauria. Ook deze mogelijkheid werd niet erg serieus genomen. De eerste verwijzing ernaar in een wetenschappelijk artikel stamt uit 2006 toen David Krause de soort opnam in een soortenlijst. In de tweede druk van het standaardwerk The Dinosauria uit 2004 was de naam volledigheidshalve al als sauropode meegenomen.
Een identiteit als sauropode past beter bij de proporties maar zou nog steeds een opmerkelijke omvang impliceren. Het langste bekende zekere scheenbeen van een sauropode is dat van Argentinosaurus met een lengte van 155 centimeter. Argentinosaurus is minstens een dertig meter lang en vijftig ton zwaar. Extrapolatie uit een scheenbeen van twee meter zou dus een gigant opleveren van tegen de veertig meter bij een gewicht van ruim honderd ton. Toch zijn deze afmetingen biomechanisch niet uitgesloten. Een dier van die omvang zou zich op land kunnen voortbewegen en ook voldoende voedsel vinden. Eveneens verloren gegane resten die een nog grotere sauropode suggereren, die van Amphicoelias fragillimus, tegenwoordig Maraapunisaurus, wijzen volgens sommige interpretaties op een dier van tegen zestig meter, hoewel dit later bijgesteld werd tot ruim dertig meter. In 2019 suggereerde Gregory S. Paul dat het scheenbeen in feite een dijbeen was, wat een dier zou hebben opgeleverd van tussen de dertig en vijfenvijftig ton.
Desalniettemin betwijfelen de meeste onderzoekers ook dat het om een sauropode gaat. Yadagiri en Ayyasami, die weinig ervaring hadden met het opgraven van dinosauriërs, hebben een slechte reputatie wegens het als de stegosauriër Dravidosaurus benoemen van resten van Plesiosauria. De foto's laten wat lichtere strepen in de bodem zien. Het zou om botten kunnen gaan maar ook om verkleuringen of versteend hout. Nu de fossielen weggespoeld zijn, kan dat niet meer gecontroleerd worden. Zelfs als het botten waren, is het goed mogelijk dat hun identiteit, vorm of grootte in eerste instantie fout werden ingeschat. Fossielen van verschillende soorten kunnen gemengd zijn geweest. Twee in elkaars verlengde gelegen beenderen kunnen de illusie geschapen hebben van één groot bot. De opmetingen kunnen onnauwkeurig zijn verricht. Een opgraving had dit kunnen verduidelijken. Nu die achterwege gebleven is, voelen de wetenschappers zich gerechtvaardigd het bestaan van Bruhathkayosaurus voorlopig te negeren.
Een studie uit 2022 bevestigde de problemen maar stelde ook dat een sauropode scheenbeen te identificeren valt. Volgens een artikel door Paul uit 2023 zou dat impliceren dat het dijbeen ruim drie meter lang was en het totale gewicht rond de 125 ton zou hebben gelegen, het gemiddelde gewicht van een blauwe vinvis evenarend. De totale lengte zou rond de veertig meter hebben gelegen. Paul achtte tweehonderd ton ongeveer het maximale praktische gewicht voor een landdier. De grootste bomen zouden een gewicht van zeshonderd ton hebben. Dat landdieren even groot konden worden als zeedieren, vond Paul geen onwaarschijnlijke hypothese. In de loop van de wereldgeschiedenis hadden de grootste zeedieren meestal geen extreme omvang. De huidige gigantische walvissen zijn het resultaat van uitzonderlijk rijke planktonconcentraties als gevolg van de ijstijden. Sauropoden zouden over tientallen miljoenen jaren heen in hoge bomen een stabielere voedselvoorziening hebben gehad. Eigenaardig achtte Paul het dat Bruhathkayosaurus in India is gevonden, indertijd een eilandcontinent van beperkte omvang. Dat gigantische sauropode individuen zelden gevonden worden zou verklaard worden door hun relatieve zeldzaamheid in de populatie.